# KuRT Festival
Das KuRT Festival ist ein seit 2007 jährlich in Reutlingen stattfindendes Umsonst-&-Draußen-Festival. Im Mai 2024 wurde die Auflösung des Vereins bekannt gegeben und es wird keine weiteren Festivals geben. Nach einer zwangsläufigen Pause durch Corona 2020 und einer abgespeckten Version 2021 fand das KuRT Festival 2022 wieder unter normalen Bedingungen statt. Das Festival wird von jugendlichen Mitgliedern des Vereins KuRT e.V. ehrenamtlich organisiert. Neben Hip-Hop- und Indie-Konzerten am Freitag und Samstag fand bis 2019 am Donnerstag des Festivals ein Poetry Slam statt. Beim Festival 2022 gab es Donnerstag ein Rap-Contest der regionalen Künstler, am Freitag Rock-Bands und am Samstag Hip-Hop bzw. Rap zu hören. Während des Festivals finden manchmal auch Graffiti und andere Kunstaktionen statt.

## Spielende Bands
2007
Abnormal, Ascona, Beatbox, Beatnik, Daniel Benjamin, Die Logonauten, Donsfand, Elysium, Herr Stilz Seine Freunde, Klez.e, Mobilée, Polarkreis 18, Super700, Tele, The Vanhoutens, The Vankers.
2008
Abnormal, Aim Italy, Allurarot, Dezemberkind, Die Herren Polaris, Die Logonauten, Die Zappler, Elysium, Fotos, Fröken Dixgard, Herr Stilz Seine Freunde, Itchy Poopzkid, Kyte UK, Lingua Loca, Pocket Rocket, Scarlet Drawl, Soulhossas, Special Guest, Spoiled Nikita, The Shape of Funk to Come, The Vankers, Tune Circus, Walter Subject.
2009
Abnormal, Accused Drug, Ascona, Daniel Pain, Dear Paris, Fertig, Los!, Findus, Indir, Jukebox, Karpatenhund, Klez.e, Leonard Las Vegas, Loungy Clouds Fabian Simon, Molotov Jive, Prophets of the Funny Farm, Sir Toby, Soulhossas, The Kilians, The Mad Trist, The Other Side of Life, Trashmonkeys.
2010
A Heart Is An Airport, David Dondero, Dear Paris, Die Orsons, DVA, Fuji kureta, Herr Stilz Seine Freunde, I Heart Sharks, Ikaria, Ja, Panik, Mexican Elvis, Projekt Rock, Rokoko, Talking To Turtles, Tune Circus.
2011
2:38, Antilopen Gang, The toten Crackhuren im Kofferraum, F.R., Herr Stilz Seine Freunde, Maeckes, Me And My Drummer, Montana Max & Shiml, Onkel Berni, Pohlmann, Prinz Pi, Rockstah, Scarlet Drawl, Skipjacks, Splice, Trölf, Walter Subject.
2012
12 Karat, ACRYLIC STREET, Ahzumjot, Architekt, Blumio, Captain Capa, Eou, Herr Von Grau, Herrenmagazin, I Heart Sharks, Keule, Maxim, Olli Banjo, Rampue, Ten Inch P, Traumwelt, Vierkanttretlager, Wassbass, Weekend, Yesterday Shop, Young Rebel Set, Zweiplus.
2013
1984, Amewu, Björn Peng, Chakuza, Fayzen, Findus, Klangexperimente, Laing, Le Grand Uff Zaque, Lingua Loca, MC Fitti, Megaloh, RAF 3.0, Saalschutz, SDP, Sickless, Supermutant, Tonomat 3000.
2014
CALVES, Claire, Curlyman & Schote, DaJuan, Enter Metropolis, Fabian Römer, Fist, Gerard, Heisskalt, Keule, Konvoy, MoTrip, Persteasy, Radio Havanna, Rockstah, Sam, Schlaraffenlandung.
2015
3Plusss, Brückentag, Disarstar, Eau Rouge, Edgar Wasser, Eljot Quent, Fatoni, Head & Heart, James Hersey, Kafka Tamura, Lance Butters, Lot, Love A, OK Kid, Olympique, Pecco Billo, Refugees of Rap, Schwesta Ewa, Sorgenkind, Teesy.
2016
Degenhardt & Kamikaze, DRNKN, Deface, Grossstadtgeflüster, Jamaram, Kobito, Maeckes, Megaloh, Miwata, Sierra Kidd, Smile And Burn, SSIO.
2017
Audio88 & Yassin, Bartek, Blackout Problems, Egotronic, Eko Fresh, Enso Seven, Flowristen, Junion, Neweva, Panteón Rococó, Snow White Alice D, TALK.
2018
Antiheld, Ahzumjot, Autumn, Extra Large, Grizzly, Johnny Rakete, Loyal Bandits, Mädness und Döll, Parallel, Refugees of Rap, The Story of March, Teesy, Vizediktator.
2019
MoTrip & Ali As, Callejon, Emil Bulls, Lary, Tiavo, KMPFSPRT, Sero, Brett, Vladsta, KITO, Double U D40, DARVANE, Piola, Bananachicks, Tune Circus, Zippo Kennt’s, Mirage in Collapse
2022
Midller, Sündflut, Keine Revolte, Akne Kid Joe, Mael & Jonas, FAWO, HONEYHILL, Helmut & Tommy 2Late, Savvy, OMG, Beyazz, Enda, CRS